# Pálffy Miklós (nádor)
Erdődi gróf Pálffy Miklós (Pozsony, Habsburg Birodalom, 1657. március 1. – Pozsony, Habsburg Birodalom, 1732. február 20.), a magyar arisztokrata Pálffy családból származó magyar császári tábornagy, a későbbi gróf Pálffy János nádor testvére, aki előbb a Magyar Királyság országbírája 1713 és 1714 között, majd annak nádora 1714-től 1732-es haláláig. A magyarországi török háborúk jelentős hadvezére a Szent Liga oldalán. Az Aranygyapjas rend lovagja.

## Család származása
Erdődi előnevű neves történelmi grófi család tagja volt. Apja Pálffy (IV.) Miklós királyi koronaőr, főajtónálló, anyja gróf Harrach Mária Eleonóra volt.

## Élete
Tanulmányait Nagyszombatban kezdte, de 1670-től kezdve a pozsonyi iskolákban tanult. Atyja halála után (1679), özvegy édesanyját Lipót, királyi gyermekeinek nevelésével bízta meg, ezért a család Bécsbe költözött. Császári és királyi udvarnokként kezdte pályáját. 1675-ben kamarássá nevezték ki, de az udvarit, hadseregbeli szolgálatra cserélte.

### Hadi pályafutása
1687. április 19-én  már ezredes és Esztergom várának kapitánya. 1688. szeptember 1-én a saját költségén felállított  12 századból álló magyar gyalogezrede élére áll. Erre az önálló hadtestre alapozza katonai karrierjét.
1690. május 30-án vezérőrnagy lett, 1692. augusztus 6-án altábornagy és kassai parancsnok, 1693. április 7-én pedig főkamarásmester. 1693. év elején a török ellen vonul, Charles Eugène de Croÿ herceg seregéhez rendelik és Belgrád visszafoglalása a céljuk. Croÿ hercegnek nem volt elegendő tekintélye és alvezéreivel szemben. Johann Donatus Heisslerrel folyton viszálykodott, így az ostrom igencsak akadozott. Pálffynak jutott  a feladat, hogy a viszálykodásokat kiegyenlítse és a hadifegyelmet helyreállítsa. Serege élén gyakori támadásokat intézett a vár ellen. Egyik támadásnál olyan közel került az ellenséges állásokhoz, hogy egy ágyúlövedék éppen hogy elkerülte őt, de leterítette mellőle Kaiserfeldet, az ostrom-műveletek tüzérségi parancsnokát.

### Közszolgálati tisztségei
Pálffy Miklós a lábsérülése egész életére nyomot hagyott járásán. Katonai szolgálatra nem volt alkalmas, ezért azt otthagyta. 1694. december 10-én Pozsony vármegye főispánja, 1700. augusztus 2-án belső titkos tanácsos, 1701-ben koronaőr, mely tisztségében az 1715-ös országgyűlés megerősítette. Majd a császári gyalogsági testőrség parancsnoka lett 1701-ben. Az év közepétől (június 1-től) táborszernagy. 1711-ben Eleonóra császárnő és régens főlovászmestere.
Testvérével Pálffy Jánossal együtt ostromolták Belgrádot, majd mind a ketten ott vannak a trónfoglaló III. Károly királyt  fogadó ceremónián. Hamarosan el is nyerik az új uralkodó kegyeit.  Miklós 1712. március 30-án az Aranygyapjas rend lovagja. 1713. január 6-án, Erdődy György halála után, országbíróvá történt választásával együtt a kunok kapitánya címet és a  történelmi vármegyék élére történő főispáni kinevezést is megkapta. 1714. október 14-én pedig nádor lett.
Részt vesz az 1713. április 19-én és azt megelőző titkos tanácskozáson, melyek a pragmatica sanctiót készítették elő az 1722-23. évi rendi országgyűlésre, amely végül tővénybe iktatta, 
Csáky bíboroson és Károlyi Sándoron kívül Pálffy Miklós tett a legtöbbet az uralkodó család női ágának örökösödési joga érdekében. Testvéréről, Pálffy (III.) Jánosról már nem is beszélve, aki horvát bánként előzetesen már megszavaztatta délvidéken, tekintélye miatt a felvidéki megyék is az elfogadás mellett voksoltak.
A király nagy örömmel fogadta a törvénybefoglalást. Nem is maradt hálátlan. Még tartott az országgyűlés, amikor már levélben írt köszönetet a Pálffyaknak. Miklósnak eképpen.:
Mein lieber alt und krumber Palatin! - Weiss auch, dass ich das Meiste meinem Nikerl und den Seinigen schuldig bin (Kedves öreg, sánta palatinusom! Tudom, hogy legtöbbet köszönhetek Miklósomnak  és hozzátartozóinak.) (Fessler: Gesch. d. Ungarn. X. 49.)
Az országgyűlés berekesztésekor, önarcképes festményt ad Miklósnak és mellé a szentgyörgyi és bazini uradalmakat szándékolta adni, de végül „csak”  Bajmóc várát és a velejáró uradalmat (4 m. város 14 falu) kapták meg 1726-ban. 200 000 frt (aranyforint) kegyadomány fejében.
Ami késik nem múlik, 1734-ben a másik két uradalom is az övéké lesz, amikor a háború költségeihez 50 000 frt-os rendkívüli hozzájárulásukat az uralkodóház elismerte. A királyi adománylevél külön kiemeli a család rendíthetetlen hűségét és a koronáért tett szolgálatait. (Millenn. Tört. VIII. k. 223..)
Pálfi Miklós nádor fényűző háztartása és fogadási asztala nemzetközi hírű volt.
Nádorként rendezte a töröktől visszaszerzett területek sorsát. A döntő bizottság a Neoacquistica Commissio képviselői 1702 júliusában jelentek meg Szegeden a megye és Lovagrend közti területi vita felmérésére és rendezésére. Pálffy Miklós 1715. évi X. törvénycikkének megfelelően hatáskörük és feladatuk kiterjedt a töröktől visszaszerzett területek sorsának elbírálására. Pozsonyban, Zágrábban és Kassán állítottak fel ilyen célú újabb bizottságokat.

### Tudomány szolgálatában szerzett érdemei
1723-as évi országgyűlés határozatán alapulva saját hatáskörében elrendelte az egyházi és magánlevéltárak egybegyűjtését. Előírta, hogy a kincstári kamaráknál levőket is (!) be kell 
vonni a körbe. Érdemben ő teremtette meg a mai magyar Országos Levéltár gyűjteményi alapját.
Az országos levéltár székhelye Pozsony lett: A Pálffyak bazini, vöröskői, bajmóci irat- és levéltárainak anyagát maga szedette össze. Sok hasonlóval rendelkező nemest  pedig személyesen keresett meg. Tette a dolgát, amíg erejéből bírta. Élete alkonyán köszvény kínozta, de a tudományt a gyűjtést és a kutatást sosem hanyagolta, maga is szívesen elmerült az iratokban. Kiváló színvonalon jártas a tudományokban.Támogatta, pártfogolta annak jeles képviselőit. Bél Mátyást és műveinek kiadását különösen. Számára még egy nagyobb kegydíjat is elért a királynál. Hasznos gesztusnak bizonyult, hogy segítette korának nagyhírű tudósát, hiszen Bél Mátyás művei ma is hasznos források.

### Életének zárófejezete
Feleségét, báró Weichs Katalin Erzsébetet túlélte, hiszen 1724. június 25-én hunyt el, míg ő csak 1732. február 20-án, Pozsonyban.
Életútja egy újabb vastagbetűs fejezetet rótt a Pálffyak Dicsőség Könyvébe.
Boldog családi körben  született 7 fia és négy lánya tőle kapott esélyt ugyanerre.